# Sejylda Bajszakow
Sejylda Bajszakow, kaz. Сейілда Икрамұлы Байшақов, ros. Сеильда Икрамович Байшаков, Sieilda Ikramowicz Bajszakow (ur. 28 sierpnia 1950 w Dżambule, Kazachska SRR, zm. 12 lipca 2023) – kazachski piłkarz, grający na pozycji obrońcy, trener piłkarski.

## Kariera piłkarska

### Kariera klubowa
W 1968 rozpoczął karierę piłkarską w miejscowym Energetiku Dżambuł. W 1971 został zaproszony do Kajratu Ałmaty, w którym przez 7 sezonów pełnił funkcje kapitana drużyny. W 1981 roku zakończył karierę piłkarza.

### Kariera reprezentacyjna
W 1977 rozegrał 2 mecze w narodowej reprezentacji ZSRR. W 1979 bronił barw reprezentacji Kazachskiej SRR na Spartakiadzie Narodów ZSRR.

## Kariera trenerska
Po zakończeniu kariery piłkarza rozpoczął pracę szkoleniowca. Najpierw od 1982 poszukiwał młode talenty dla Kajratu Ałmaty. W 1988 pomagał trenować SKIF Ałmaty, a w 1990 awansował na stanowisko głównego trenera klubu z Ałmaty, który zmienił nazwę na RŻSSzM Ałmaty. W 1990 prowadził Ak-Kanat Uzynagasz.
Potem pracował jako wiceprezes ds sportowych w Kajratie Ałmaty. Po rozpadzie spółki akcyjnej Kajrat przez 4 lata stał na czele Związku Futsalu. Potem pracował w Departamencie reprezentacji Kazachskiej Federacji Futbolu. W sierpniu 2007 objął stanowisko wiceprezesa Kazachskiej Federacji Futbolu.

## Sukcesy i odznaczenia

### Sukcesy piłkarskie
Kajrat Ałmaty
- mistrz Pierwoj ligi ZSRR: 1976

### Odznaczenia
- tytuł Mistrza Sportu ZSRR